# Ian Charleson Awards
Pour les articles homonymes, voir Charleson.
 (décembre 2017).
Si vous disposez d'ouvrages ou d'articles de référence ou si vous connaissez des sites web de qualité traitant du thème abordé ici, merci de compléter l'article en donnant les références utiles à sa vérifiabilité et en les liant à la section « Notes et références ».
Les Ian Charleson Awards sont des récompenses théâtrales britanniques créée en 1991 en hommage à l'acteur Ian Charleson, décédé du SIDA en 1990.
Chaque année ce prix récompense la meilleure prestation du registre classique effectuée par un acteur de moins de 30 ans.